# Bec d'ibis
El bec d'ibis (Ibidorhyncha struthersii) és un ocell relacionat amb els pluvials (caràdrids), però prou diferent com per merèixer la seva pròpia família Ibidorhynchidae.
Viu a les ribes de còdols dels altiplans alts de l'Àsia central i l'Himàlaia.

## Morfologia
Aquest ocell és bastant inconfusible. L'adult és gris amb ventre blanc, potes vermelles, bec llarg i corbat cap avall, la cara negra i el pit amb una banda negra. Els joves no tenen el color negre a la cara i el pit, i el bec és més opac. Els adults en reproducció tenen potes vermelles brillants i en els immadurs són de color sèpia. A pesar de la seva aparença espectacular passa desapercebut en el seu ambient rocós.

## Alimentació
S'alimenten sondejant amb el bec sota les pedres o gravetes dels llits fluvials (Marchant et al.).

## Observacions
- El seu crit és el ressonant cliu-cliu similar al de la gamba verda (Tringa nebularia).

- Pon quatre ous al terra gratat.

- La posició taxonòmica de la família encara no és clara. Pot estar relacionada amb els hematopòdids i els becs d'alena. Per a una classificació alternativa dels Caradriformes vegeu la taxonomia de Sibley-Ahlquist.